# إدارة قرارات مؤسسة
إدارة قرارات المؤسسة، المعروف اختصارًا باسم "EDM"، يتتبع جميع نواحي إدارة وضع القرار والنشر الذي تستخدمه أي منظمة بغرض إدارة تفاعلاتها مع العملاء والموظفين والموردين. وقد غيرت الحوسبة الطريقة التي من خلالها تقوم المنظمات بصياغة مناهج عملية صنع القرار لأنها توفر «القرارات القائمة على المعلومات» والقرارات القائمة على تحليل البيانات السلوكية التاريخية والقرارات السابقة ونتائجها.
توصف إدارة قرار المشروع على أنها "توليد النظام المهم، نتيجة لزيادة الحاجة إلى تشغيل القرارات ذات الحجم الكبير من خلال المشروع ولنقل القرارات والاتساق والسرعة في عملية اتخاذ القرار.” يتم تنفيذ إدارة قرار المؤسسة "عبر استخدام الأنظمة القائمة على القانون والنماذج التحليلية للمساعدة في صنع القرار ذي الحجم الكبير والمشغل آليًا.
تسعى المنظمة إلى تحسين العائد المقرر التابع لها (القيمة الناتجة من كل قرار) بتطوير عمليات الأعمال وحلول البرامج التي تدير المبادلات بطريقة أفضل بدقة واتساق وسرعة وخفة وتكلفة صنع القرار داخل المنظمة. يركز مفهوم العائد المقرر على خمس سمات رئيسية لاتخاذ القرار: القرارات المستهدفة بطريقة أكبر (الدقة)؛ بنفس الطريقة ومرارًا وتكرارًا (الاتساق)؛ بجانب القدرة على التكيف (السرعة التجارية) «على التشغيل» مع تخفيض التكلفة وتحسين السرعة، الذي يعد مقياسًا عامًا للوصول للطريقة الجيدة في صنع القرار.
تعتمد المنظمات تقنية إدارة قرار المؤسسة وعمليات الأعمال لأنهم في حاجة إلى العائد الكبير لاستثمارات البنية التحتية، والتعامل مع زيادة تعقيد قرار الأعمال ومواجهة ضغط التنافس للقرارات الأكثر تعقيدًا ولأن النافذة القصيرة على نحو متزايد للميزة التنافسية تعني أن سرعة الأعمال تفوق سرعة تكنولوجيا المعلومات الاستجابة.[بحاجة لمصدر]
وقد تم تناول موضوع إدارة قرار المؤسسة مؤخرًا باستفاضة في كتاب «الأنظمة (الكافية) الذكية»، الذي يقول إن تطبيق المنهج على القرارات التشغيلية يعد طريقة فعالة لإنجاز أنظمة المعلومات الكافية الذكية للاستفادة منها (كإحدى المميزات الذكية في معنى الذكاء الاصطناعي).
من بين المصطلحات المستخدمة الأخرى «التنفيذ الآلي للعملية الذكية» (بينما يدمج إدارة قرار المؤسسة مع إدارة عمليات الأعمال) و«إدارة القرار»;.[بحاجة لمصدر]